# Zabadak!
Zabadak! är en poplåt utgiven som singel av Dave Dee, Dozy, Beaky, Mick and Tich sent 1967. Låten skrevs av gruppens primära låtskrivarteam Ken Howard och Alan Blaikley. Låten hämtar musikaliskt inspiration från afrikansk musik. I Europa var den ytterligare en i raden av populära singlar för gruppen. I USA däremot var denna låt gruppens enda att gå in på Billboard-listan på plats 52. I Kanada var saken en annan och där nådde den förstaplatsen på singellistan. 
Låten medtogs senare på gruppens tredje studioalbum If No-One Sang.

## Listplaceringar
| Lista (1967-1968) | Position               |
| ----------------- | ---------------------- |
| Australien        | 32 (Go Set)            |
| Flandern          | 4                      |
| Kanada            | 1 (RPM)                |
| Nederländerna     | 4                      |
| Storbritannien    | 3                      |
| Sverige           | 13 (Kvällstoppen)      |
| Sverige           | 6 (Tio i topp)         |
| USA               | 52 (Billboard Hot 100) |
| Vallonien         | 16                     |
| Västtyskland      | 6                      |
| Österrike         | 6                      |